# Under Control
Under Control is de zestiende aflevering van het zesde seizoen van de televisieserie ER, die voor het eerst werd uitgezonden op 23 maart 2000.

## Verhaal
Dr. Greene neemt de leiding op zich als zijn dienst chaotisch verloopt. Ondertussen heeft hij het moeilijk met de beslissing van zijn vader, die geen behandeling wil voor zijn longkanker.
Dr. Carter komt weer werken, ondanks zijn pijn. Later bezoekt hij zijn grootmoeder.
Dr. Malucci heeft honger en vindt in de keuken cornflakes en melk, later blijkt de melk moedermelk te zijn wat gekolfd is door Hathaway.
Hathaway wordt constant gebeld op haar werk door de oppas die op haar baby’s past. 
Lockhart geeft een fout toe bij een patiënt die hem het leven kost.
Dr. Jing-Mei voelt haar aangetrokken op een mannelijke verpleger.

## Rolverdeling

### Hoofdrollen
- Anthony Edwards - Dr. Mark Greene
- John Cullum - David Greene
- Noah Wyle - Dr. John Carter
- Frances Sternhagen - Millicent Carter
- Laura Innes - Dr. Kerry Weaver
- Alex Kingston - Dr. Elizabeth Corday
- Judy Parfitt - Isabelle Corday
- Eriq La Salle - Dr. Peter Benton
- Michael Michele - Dr. Cleo Finch
- Goran Višnjić - Dr. Luka Kovac
- Erik Palladino - Dr. Dave Malucci
- Ming-Na - Dr. Jing-Mei Chen
- Megan Cole - Dr. Upton
- Julianna Margulies - verpleegster Carol Hathaway
- Maura Tierney - verpleegster Abby Lockhart
- Ellen Crawford - verpleegster Lydia Wright
- Yvette Freeman - verpleegster Haleh Adams
- Conni Marie Brazelton - verpleegster Connie Oligario
- Laura Cerón - verpleegster Chuny Marquez
- Deezer D - verpleger Malik McGrath
- Gedde Watanabe - verpleger Yosh Takata
- Kyle Richards - verpleegster Dori
- Lily Mariye - verpleegster Lily Jarvik
- Morris Chestnut - ICU verpleger Frank 'Rambo' Bacon
- Brian Lester - ambulancemedewerker Brian Dumar
- Montae Russell - ambulancemedewerker Dwight Zadro
- Lyn Alicia Henderson - ambulancemedewerker Pamela Olbes
- Emily Wagner - ambulancemedewerker Doris Pickman
- Kristin Minter - Randi Fronczak

### Gastrollen (selectie)
- Elpidia Carrillo - Pilar
- Cal Gibson - Kim Tadlock
- Keith Langsdale - Adam Pulido
- Karl Wiedergott - Dr. Krepp
- Jonathan Avildsen - Mr. Bartlet